# Elizabeth Grech
Elizabeth Grech (Pietà, 13 luglio 1978) è una scrittrice e traduttrice maltese.

## Biografia
Grech studiò Antropologia, Studio del Mediterraneo Contemporaneo, e francese all'Università di Malta e all'Università di Provenza.
Vive a Parigi e lavora come traduttrice specializzata, traducendo in inglese dall'italiano e dal francese. Tuttavia, le sue traduzioni letterarie sono centrate nel tradurre dal maltese al francese.
Grech collabora professionalmente con varie organizzazioni civili e di volontariato, tra cui Inizjamed (Malta) e l’ex Fondazione René Seydoux (Parigi), nella quale ricoprì il ruolo di manager culturale per oltre dieci anni. Lavorò anche come redattrice per l’edizione di babelmed.net, redigendo articoli riguardanti la cultura e la società mediterranea. Grech è consulente del CIHEAM (Centro Internazionale di Alti Studi Agronomici Mediterranei). Al momento lavora presso il Mana Chuma Teatro (Italia), dove è a capo del dipartimento di traduzione, di comunicazione, di networking e delle relazioni internazionali. Grech è anche un membro fondatore e membro del consiglio di HELA (The Hub for Excellence in the Literary Arts), il Centro per Eccellenza nelle Arti letterarie.
Grech presentò le sue opere a numerosi eventi internazionali di poesia, tra cui l'evento per la Giornata internazionale della poesia dell'UNESCO, organizzato da EUNIC, ed il Festival Internazionale della Poesia a Sidi Bou Said in Tunisia. Fu anche ospite nelle vesti di scrittrice al Festival della Letteratura Mediterranea tenutosi a Malta nel 2019. Alcune delle sue poesie sono state tradotte in rumeno dal poeta e traduttore Valeriu Butulescu.

### bejn baħar u baħar
Le sue poesie sono state pubblicate in varie riviste letterarie, sia nazionali che e internazionali. Inoltre, la sua prima collezione di poesie, intitolata bejn baħar u baħar (tra un mare e l'altro), è stata pubblicata a Malta dalla casa editrice Merlin nel 2019.
La collega e scrittrice maltese Clare Azzopardi ha definito le poesie di Grech come "pacate, silenziose, stuzzicanti, proprio come il mare". Le poesie attestano l'amore di Grech per il Mediterraneo e mostrano una forte narrazione personale del desiderio e dell'amore che ricorre nel corso libro.

### Contributo alla letteratura maltese
Grech ha tradotto le opere di figure chiave della letteratura maltese, tra cui poeti e scrittori come Maria Grech Ganado, Antoine Cassar, Norbert Bugeja, John Aquilina, Clare Azzopardi, Adrian Grima e John Portelli.